# Avole Arogangan
Avole Arogangan, död 1796, var alaafin, monark, i Oyoriket mellan 1789 och 1796.